# 大雄的人魚大海戰
《多啦A夢：大雄的人魚大海戰》為第30部哆啦A夢電影，水田山葵配音陣容的第五篇電影，第二部非重製電影（取自漫畫改編）。於2010年3月6日在日本上映。由於是30週年紀念作品，所以香港、澳門、韓國、台灣等地皆於同年上映。

## 概要
- 本片是哆啦A夢漫畫連載40週年暨電影30週年紀念作品。
- 本片繼續由真保裕一編劇。而楠葉宏三是電視動畫版及劇場版的總導演，是次亦參與電影製作。
- 本片以哆啦A夢漫畫單行本第41卷《深海的夜之城》（深夜の町は海の底）為藍本改編。
- 漫畫化作品由岡田康則執筆，《快樂龍》2010年2月號至前篇，後篇公佈在3月號，補足了電影版沒有的部份。

## 故事大綱
在利用哆啦A夢的秘密道具所創造出來的海底世界中，正與魚兒們玩耍的大雄和哆啦A夢一行人，偶然遇見迷路的人魚族公主－蘇菲亞，據說「人魚族」是在五千年前從外太空遷移到地球生活。而穿上人魚服的哆啦Ａ夢一行人和蘇菲亞一同前往海底世界，原以為會是段愉快的冒險旅程，卻在路途上遭遇巨大怪魚的襲擊，雖然有驚無險地逃過一劫，但靜香竟被神秘怪客給抓走了。而在哆啦Ａ夢一行人抵達人魚族宮殿後，得知「人魚之劍」強大力量的神奇傳說，還發現抓走靜香的神秘怪客是人魚族五千年來的宿敵、覬覦「人魚之劍」已久的「怪魚族」！為了救回靜香及守護人魚寶劍，哆啦Ａ夢與大雄決定挺身而出，與人魚族一起同心協力對抗怪魚族！

## 角色介紹

### 人魚族
人魚族公主，自小就失去雙親由奶奶溫蒂妮嚴格的教育下成長，原居住於藍水星，但因故鄉藍水星在五千年前被怪魚族給侵略與污染下不得不帶領族人遷移至地球的深海，為了找到傳說中的「人魚之劍」與多啦A夢等人一同奮戰。雖是人魚族，但在陸地行動時可變化和人類有相同雙腳的型態，進入水裡就會恢復原型。由於容貌可愛就連大雄、小夫、胖虎也為之心動。
人魚族的親衛隊隊長，只要一生氣頭會膨脹和頭髮會變尖跟河豚一樣，對蘇菲亞公主與溫蒂妮女王絕對忠誠，雖是人魚族，但有與人類相同的雙腳。
曾在電視動畫擔任「宣傳部長」。
溫蒂妮||真矢美季||人魚族女王，蘇菲亞的奶奶。過去在藍水星遭受怪魚族的侵略下被汙染，為了找到絕佳反攻找回「人魚之劍」帶領族人從藍水星逃出。由於失去丈夫、兒子、媳婦的情況下，因此在教導唯一的孫女蘇菲亞時有些嚴厲，但是對她有很深的感情。
麥迪那博士||溫水洋一||研究古代「AQUA語」的人魚族學者。嘗試著解開「人魚之劍」的祕密……
麥地那博士的助手。

### 怪魚族
本片終極敵人。企圖侵略人魚族的怪魚族國王，為了得到「人魚之劍」而不擇手段。最後被哆啦A夢等人關在「虛構水面模擬器水汞」裡，而怪魚族也因此全體被逮捕而被處以死刑。
本片敵人之一，對布依金絕對忠誠的司令官，腕力很強，在怪魚族的地位僅次於布依金。最後由於布依金被俘虜而跟著遭到人魚族士兵逮捕而被判死刑。

## 配音員

### 預告片旁白
- 香港：林保全、張炳強

### 角色
| 角色       | 配音員                         | 配音員               | 配音員   | 配音員                        |
| 角色       | 日本                           | 臺灣                 | 臺灣     | 香港                          |
| 角色       | 日本                           | 國語                 | 客語     | 香港                          |
| 原著角色   | 原著角色                       | 原著角色             | 原著角色 | 原著角色                      |
| ---------- | ------------------------------ | -------------------- | -------- | ----------------------------- |
| 哆啦A夢    | 水田山葵                       | 陳美貞               | 劉韶蕙   | 林保全                        |
| 大雄       | 大原惠                         | 楊凱凱               | 徐敏莉   | 陸惠玲                        |
| 靜香       | 嘉數由美                       | 許淑嬪               | 王旻瑛   | 梁少霞                        |
| 胖虎       | 木村昴                         | 于正昇               | 黃振尉   | 陳卓智                        |
| 小夫       | 關智一                         | 劉傑                 | 陳佾玄   | 黃鳳英                        |
| 野比玉子   | 三石琴乃                       | 許淑嬪               | 彭月春   | 周恩恩                        |
| 野比大助   | 松本保典                       | 劉傑                 | 賴家昌   | 張炳強                        |
| 哆啦美     | 千秋                           | 許淑嬪               | 林鈺婷   | 林元春                        |
| 出木杉     | 萩野志保子                     | 于正昇               | 徐佑驊   | 劉惠雲                        |
| 原創角色   |                                |                      |          |                               |
| 蘇菲婭     | 田中理惠                       | 傅其慧               | 宋菁玲   | 江若琳                        |
| 小哈利     | 飯塚雅弓                       | 雷碧文               | 徐佑驊   | 黃鳳英（預告） 黃紫嫻（正式） |
| 溫蒂妮     | 真矢美季                       | 汪世瑋               | 彭月春   | 陳安瑩                        |
| 麥迪那博士 | 温水洋一                       | 孫中台               | 賴家昌   | 黃志明                        |
| 沙卡那     | 宮澤正之                       | 馬伯強               | 楊明剛   | 李家傑                        |
| 人魚兵士   | 長嶝高士 高戸靖広 岸尾だいすけ | 林士程 孫中台 馬伯強 | 鍾少庭   |                               |
| 人魚國居民 |                                | 劉如蘋               |          |                               |
| 布依金     | 山野史人                       | 林谷珍               | 楊明剛   | 高翰文                        |
| 托拉吉斯   | 小林友治                       | 李香生               | 鍾少庭   | 辛偉強                        |
| 怪魚兵士   |                                | 林士程 林谷珍        |          |                               |
| 警官       | 宇垣秀成                       | 林士程               | 鍾少庭   |                               |
| 司機       | 楠見尚己                       | 孫中台               |          |                               |

## 工作人員
- 原作：藤子·F·不二雄
- 導演：楠葉宏三
- 編劇：真保裕一
- 出品：電影多啦A夢製作委員會(藤子製作株式會社、小學館株式會社、朝日電視台株式會社、SHIN-EI動畫株式會社、ADK〔Asatsu-DK〕)

## 主題歌
| 歌曲                                                | 作詞               | 作曲     | 编曲               | 演唱                        |
| --------------------------------------------------- | ------------------ | -------- | ------------------ | --------------------------- |
| 《實現夢想的多啦A夢》(夢をかなえてドラえもん)                             | 黒須克彦           | 黒須克彦 | 大久保薫、Chorus： | Mao(Columbia Entertainment) |
| 《回家的地方》(帰る場所)                                    | 中野和雄           | 中野和雄 |                    | 青山黛瑪                    |
| 《就這樣吧》（2010年台灣《哆啦A夢電影》中文主題曲） | 莊景雲（音樂鐵人） | 黒須克彦 |                    | 劉明峰（音樂鐵人）          |

臺灣片頭曲DVD播出是國語版的。

## 票房
| 上一届： 《波西傑克森：神火之賊》 | 2010年日本週末票房冠軍 第10-14周 | 下一届： 《不赦島》 |

## 插曲
| 歌曲                     | 作詞     | 作曲     | 编曲     | 演唱     |
| ------------------------ | -------- | -------- | -------- | -------- |
| 《來自遙遠大海的你（遠い海から来たあなた）》 | 武田鐵矢 | 佐考康夫 | 小西貴雄 | 武田鐵矢 |

## 電影口號
- 等待着你的，正是未来(キミが待ってる、未来がある)
- DORAEMON THE LEGEND
- ありがとう! 30TH DORAEMON THE MOVIE
- 我們之間的友情,比大海還要深!

## 邏輯上的錯誤
本片段提到只要集齊人魚之劍、人魚的盔甲和公主的皇冠就能支配全世界，故此擁有盔甲的怪魚族一直希望得到下落不明的人鱼之劍。但根據麥迪那博士的史書記載，當時人魚族被怪魚族侵略時，保護人魚族的勇士已經集齊了這三樣宝物，可不但沒能支配全世界，甚至還被怪魚族擊敗。可見前後出現矛盾。

## 預告
電影結束後按照往年慣例出現相同的明年電影預告。預告畫面先是人魚模樣的哆啦A夢向觀眾預祝來年再見，原先背景顯現為清澈海水，之後畫面拉遠變成「相反鏡子」（地板釣魚池上滴入相反世界進入油劑），最後公告上映月份後還出現「保齡球」與方塊組成的「敬請期待」。2010年7月日本正式對外公布，2011年電影作品為1986年電影《大雄與鐵人兵團》的重製版本：《新·大雄與鐵人兵團 ～振翅吧 天使們～》。

## 獎項
| 年份 | 大奖                 | 奖项         | 提名                 | 结果 |
| ---- | -------------------- | ------------ | -------------------- | ---- |
| 2010 | 第34回日本电影金像奖 | 優秀动画片奖 | 《大雄的人魚大海戰》 | 獲獎 |

## 備註
1. 台灣譯名
2. 香港譯名

## 外部連結
- http://doraeiga.com/2010/index.html （页面存档备份，存于）（日語）
- 互联网电影数据库（IMDb）上《大雄的人魚大海戰》的资料（英文）
- AllMovie上《大雄的人魚大海戰》的资料（英文）
- Yahoo奇摩電影上《大雄的人魚大海戰》的資料（繁體中文）
- 開眼電影網上《大雄的人魚大海戰》的資料（繁體中文）
- 时光网上《大雄的人魚大海戰》的資料（简体中文）
- 豆瓣电影上《大雄的人魚大海戰》的資料 （简体中文）